# Кленц Володимир Броніславович
Володимир Броніславович Кленц (нар. 19 січня 1948, село Військове, Поліський район, Київська область, Українська РСР, СРСР — пом. 5 березня 2007, Гостомель, Ірпінська міська рада, Київська область, Україна) — український журналіст, письменник-гуморист, дитячий поет, пісняр, член Національної спілки письменників України (1999).

## Життєпис
Народився 19 січня 1948 року в селі Військове Поліського району Київської області. Восьмирічку закінчив у селі Шкнева Поліського району, у 9 та 10 класах навчався в школі села Вовчків Поліського району. Ще під час навчання в колі став громадським кореспондентом Поліської районної газети «Колгоспник Полісся» («Новини Полісся»). Тоді ж почав друкувати перші літературні твори в журналі «Перець».
Після закінчення школи працював кореспондентом в редакції газети «Новини Полісся», потім — на посаді завідувача відділу листів та масової роботи. Після закінчення у 1973 році факультету журналістики Київського державного університету імені Т. Г. Шевченка працював у районних газетах на Київщині, Вінниччині, в українських республіканських газетах та журналах, а також на радіо.
Після відселення із смт Поліське, Володимир Кленц проживав в селищі Гостомель Київської області, працював у часописі «Слово і час» та редакції дитячої газети «Зірка», газети «Сільські вісті».

## Творчість
На сторінках журналу «Перець» публікувались сатиричні мініатюри, усмішки, фейлетони, веселі віршовані твори для дітей Володимира Кленца — всього понад 50 літературних творів. Також друкувався в журналах «Вус» (видання українських сатириків), «Україна», «Ранок», «Березіль», в газетах «Літературна Україна», «Голос України», «Урядовий кур'єр», «Вечірній Київ», «Київська правда», «Веселі вісті», «Профспілкові вісті», дитячих газетах «Зірка», «Перемена», «Наша дитина», в дитячих журналах «Малятко», «Барвінок», «Пізнайко» та багатьох інших виданнях.
Автор збірок гумористичних і сатиричних творів:
- «Лоскіт заштриком» (1992),
- «Секрет уяви» (1994),
- «Ніжність і біль» (1995);

збірок віршів для дітей:
- «Чом стоніжки ходять босі» (Київ, 1996)
- , «Абетка небилиць» (Київ, 1998),
- «Із лугу йшли ведмедики» (v1999),
- «Бібліо ВУС» (Київ, 1999),
- «Наварив ведмедик юшки» (Київ, 2001),
- «Чарівливий мій край» (Тернопіль, 2011);

збірок пісень:
- «Доброго вам ранку!» ((Тернопіль, 2005; 2009),
- «Заспівай, веселочко!» (Тернопіль, 2009, у співавторстві).

Пісенні твори Володимира Кленца покладені на музику понад 20 українських композиторів.

## Нагороди та пам'ять
Лауреат премії імені С. С. Гулака-Артемовського (за активну участь в першому в Україні театрі Пісні).
20 жовтня 2010 року на будинку, де проживав письменник у Гостомелі, було відкрито меморіальну дошку.